# جولی هریس
جولی هریس (انگلیسی: Julie Harris؛ زاده ۲ دسامبر ۱۹۲۵ – درگذشته ۲۴ اوت ۲۰۱۳) یک هنرپیشه اهل ایالات متحده آمریکا بود. وی بین سال‌های ۱۹۴۸ تا ۲۰۱۳ میلادی فعالیت می‌کرد.

## گزیده فیلمشناسی
از فیلم‌ها یا برنامه‌های تلویزیونی که وی در آن نقش داشته‌است می‌توان به آثار زیر اشاره کرد.
- خانه عروسک (فیلم ۱۹۵۹) (۱۹۵۹)
- وارثه (نمایش‌نامه ۱۹۴۷) (۱۹۶۱)
- تارزان (مجموعه تلویزیونی ۱۹۶۶) (۱۹۶۷–۱۹۶۸)
- بونانزا (۱۹۶۸)
- ویرجینیایی (۱۹۷۱)
- جنگ داخلی (مینی‌سریال) (۱۹۹۰)
- درخت کریسمس (فیلم ۱۹۹۶) (۱۹۹۶)
- عشق عجیب است (۱۹۹۹)
- اعضای مراسم عروسی (فیلم) (۱۹۵۲)
- شرق بهشت (فیلم) (۱۹۵۵)
- مرثیه برای یک سنگین‌وزن (۱۹۶۲)
- در چنگ ارواح (۱۹۶۳)
- هارپر (فیلم) (۱۹۶۶)
- انعکاس در چشمان طلایی (۱۹۶۷)
- تقسیم (۱۹۶۸)
- سفر نفرین‌شده (۱۹۷۶)
- گوریل‌ها در مه (۱۹۸۸)
- خانه‌نشین (۱۹۹۲)
- نیمه تاریک (فیلم) (۱۹۹۳)